# Yasuo Manaka
Yasuo Manaka (jap. 眞中 靖夫, Manaka Yasuo; * 31. Januar 1971 in der Präfektur Ibaraki) ist ein ehemaliger japanischer Fußballspieler.

## Karriere
Manaka erlernte das Fußballspielen in der Schulmannschaft der Iwai Nishi High School. Seinen ersten Vertrag unterschrieb er 1989 bei Sumitomo Metal. Der Verein spielte in der zweithöchsten Liga des Landes, der Japan Soccer League Division 2. Mit Gründung der Profiliga J.League 1992 und der damit verbundenen Neuorganisation des japanischen Fußballs wurde der Sumitomo Metal zu den Kashima Antlers. Mit dem Verein wurde er 1996 und 1998 japanischer Meister. 1997 gewann er mit dem Verein den J.League Cup und den Kaiserpokal. Für den Verein absolvierte er 135 Spiele. 1999 wechselte er zum Ligakonkurrenten Cerezo Osaka. 2001 erreichte er das Finale des Kaiserpokals. Am Ende der Saison 2001 stieg der Verein in die J2 League ab. 2002 wurde er mit dem Verein Vizemeister der J2 League und stieg in die J1 League auf. Für den Verein absolvierte er 106 Spiele. Im August 2003 wechselte er zum Zweitligisten Sanfrecce Hiroshima. 2003 wurde er mit diesem Verein Vizemeister der J2 League und stieg in die J1 League auf. Im Juli 2004 wechselte er zum Zweitligisten Yokohama FC. Ende 2004 beendete er seine Karriere als Fußballspieler.

## Erfolge
Kashima Antlers
- J1 League

Meister: 1996, 1998
Vizemeister: 1993, 1997
- J.League Cup

Sieger: 1997
- Kaiserpokal

Sieger: 1997
Finalist: 1993
Cerezo Osaka
- Kaiserpokal

Finalist: 2001, 2003